# Круг (филм из 2015)
Круг (енгл. Circle) амерички је психолошки хорор филм са елементима научне фантастике из 2015. године, од редитеља и сценариста Арона Хана и Марија Мисионеа, са Мајклом Нарделијем, Лисом Пеликан, Алегром Мастерс, Џули Бенз и Хордијем Виласусом у ансамблски подељеним главним улогама. Инспирисан је драмом Сиднија Лумета из 1957, Дванаест гневних људи.
Снимање је почело у фебруару 2014. и трајало је две недеље. Филм је премијерно приказан 28. маја 2015, на Међународном филмском фестивалу у Сијетлу, након чега га је продукцијска кућа FilmBuff дистрибуирала као видео на захтев, у октобру исте године. Месец дана касније Круг је објављен и на Нетфликсу. Добио је осредње и претежно позитивне оцене критичара и публике. У рецензијама „Холивуд репортера” Круг се пореди са Зоном сумрака и Коцком (1997).

## Радња
Педесеторо људи различитих профила буди се у мрачној просторији, постављени у две конкентричне кружнице у чијем центру се налази црна купола. Свако ко покуша да напусти своје место у кругу или додирне особу поред себе бива убијен зрацима из куполе. Купола на свака два минута убија по једну особу, а група убрзо схвата да свако од њих померајима руке може да гласа за особу која треба да буде убијена следећа. На крају може остати само један преживели. У овој смртоносној игри манипулација, опстају само они најподлији.

## Улоге
| Глумац               | Улога                               |
| -------------------- | ----------------------------------- |
| Алегра Мастерс       | трудна жена                         |
| Моли Џексон          | Кејти, мала девојчица               |
| Мајкл Нардели        | Ерик                                |
| Лиса Пеликан         | жена са шеширом                     |
| Кајви Лајман-Мерсеро | брадати човек                       |
| Џули Бенз            | супруга                             |
| Хорди Виласусо       | војник                              |
| Мерси Малик          | лезбијка                            |
| Санди Сандерсон      | Кристина, лепа девојка              |
| Мет Корбој           | Крејг, супруг                       |
| Захари Рукавина      | човек без руке                      |
| Данијел Ленч         | банкар                              |
| Дејвид Риверс        | Брус                                |
| Жаклин Хјустон       | Сузан, докторка                     |
| Данијел Јелски       | Шон                                 |
| Мајкл Маклаферти     | адвокат                             |
| Картер Џенкинс       | студент                             |
| Бил Луис             | најстарији човек                    |
| Насрин Мухамеди      | муслиманка                          |
| Ребека Ривера        | студенткиња психологије, преводилац |
| Рене Хегер           | атеиста                             |
| Курт Лонг            | свештеник                           |
| Лоренс Као           | азијат                              |
| Мајкл Дибако         | полицајац                           |
| Цезар Гарсија        | Раул Хименез, тетовирани човек      |
| Феј де Вит           | стара жена                          |